# Victor Dethier
Victor Dethier (Jemeppe-sur-Meuse, 23 maart 1893 - Luik, 23 april 1963) was een Belgisch wielrenner. Hij was beroepsrenner van 1909 tot 1921 en werd in 1914 Belgisch kampioen in Dinant.

## Palmares
- 1910: 2e Brussel-Opeye
- 1910: 1e 6e etappe Ronde van België, Luik
- 1911: 1e Ster van Charleroi
- 1912: 2e Ster van Charleroi
- 1914:  1e Belgisch kampioenschap, Dinant
- 1920: 8e Luik-Bastenaken-Luik

## Resultaten in voornaamste wedstrijden
| Jaar | Parijs-Roubaix | Luik-Bast.‑Luik |
| ---- | -------------- | --------------- |
| 1910 | 30e            |                 |
| 1911 | 30e            |                 |
| 1912 |                |                 |
| 1920 |                | 8e              |